# Nathan Bexton
Nathan Bexton (ur. 26 lutego 1977 w Vancouver w Kolumbii Brytyjskiej) – kanadyjski aktor współpracujący głównie z twórcami filmów kinowych.

## Życiorys
Uczęszczał do Garces Memorial High School. Jako aktor debiutował w 1995 roku rolą epizodyczną w dramacie Johna N. Smitha Młodzi gniewni, rok później wystąpił w odcinku serialu stacji NBC Ostry dyżur. W roku 1997 Gregg Araki zaangażował Bekstona do udziału w swoim projekcie – dramacie sci-fi Donikąd, zamykającym jego autorską trylogię Teenage Apocalypse Trilogy. Młody, niespełna dwudziestoletni aktor wcielił się w kontrowersyjną rolę nastoletniego biseksualisty, imieniem Montgomery. Po grze w odcinku serialu NBC Portret zabójcy pt. Cycle of Violence, wystąpił w kolejnym filmie Arakiego – Splendor (1999), tym razem w skąpszej roli. U boku Sarah Polley, Katie Holmes i Jamesa Duvala, poznanego już na planie Donikąd, artysta wystąpił na drugim planie w komedii kryminalnej Douga Limana Go (1999). W roku 2000 pojawił się w filmach: Krąg wtajemniczonych w reżyserii Mary Lambert, Psycho Beach Party w reż. Roberta Lee Kinga, wydanych na rynku DVD/VHS Dzieciach kukurydzy VI: Powrocie Isaaca oraz Ropewalk Matta Browna; następnie przez szereg lat występował w produkcjach niszowych, m.in. Iron Man (2006) czy Evilution (2008). W 2008 roku wyreżyserował do własnego scenariusza komedię 2 Dudes and a Dream; wystąpił także w jednej z ról, a do udziału w filmie zaangażował Ala Santosa, Simona Reksa, Jona Abrahamsa, Jasona Mewesa, Juliannę Guill oraz Jamesa Duvala.